# Stanley Milgram
Stanley Milgram (Bronx, 1933. augusztus 15. – Manhattan, 1984. december 20.) amerikai szociálpszichológus. Kutatásai során többek között az emberi engedelmességet vizsgálta. A világszerte ismert Milgram-kísérletet a Yale Egyetemen végezte el, amelyben a második világháború borzalmai, elsősorban a holokauszt hatását dolgozta föl. Ebben a kutatásban demonstrálni kívánta azt a jelenséget, hogy az emberek képesek agresszív cselekedetek végrehajtására, ha egy felsőbb hatalom vállalja azért a felelősséget.

## Életútja
Stanley Milgram 1933-ban született a New York-i Bronxban egy kelet-európai emigráns zsidó család gyermekeként, akik a hitleri náci uralom hatalomra jutása előtt hagyták el Európát. Magyar származású édesapja, Samuel Milgram pékként dolgozott, hogy fenntartsa családját. Szakmáját Németországban tanulta, és az első világháborúban ott is szolgált katonaként. Édesanyja, a román származású Adele férje 1953-ban bekövetkezett halála után vette át a családi vállalkozás irányítását. A Milgram családnak három gyermeke született: az idősebb lánytestvér, Marjorie, illetve két fiú: Stanley és Joel.
Stanley Milgram már az óvodából kitűnt kimagasló intellektusával. Egy napon fültanúja volt annak, ahogyan édesanyja kikérdezte nővérét Abraham Lincolnnal kapcsolatos tanulmányairól. Később, mikor az óvónője kérdezgette a csoportját a korábbi elnökről, Stanley részletekbe menően képes volt felidézni a politikus életrajzát. Ez annyira lenyűgözte a pedagógust, hogy az óvoda többi csoportja előtt is elő kellett adnia tudását.
Kiváló képességei mellett jellemző volt rá a tudomány iránti élénk érdeklődés. Már fiatalon kémiai kísérletekbe kezdett, de néhány próbálkozása kevésbé volt sikeres. Egy alkalommal például néhány barátjával a folyóba eresztettek egy ládányi nátriumot, amelynek eredményeként akkora robbanás történt, hogy nemcsak a gyerekek szülei, de a tűzoltók is megjelentek a helyszínen. Nagy befolyással volt későbbi életére az az eset is, amikor a lakók közbenjárására egyirányúsították az utcát, amelyben laktak, mert a nagy forgalom miatt egy autó elütött egy gyermeket. A tapasztalat, hogy az emberek összefogással változásokat képesek létrehozni a környezetükben, alapját képezte későbbi kutatásainak az emberi engedelmességgel és alkalmazkodással kapcsolatban.
Milgram felsőfokú tanulmányait korábbi, kiváló eredményeinek köszönhetően ösztöndíjasként kezdte meg a New York-i Queens Collage-ban, amely akkoriban jó hírű intézménynek számított. Az egyetemen 1954-ben szerzett bachelor (BA) diplomát államtudományból. Ez azt jelentette, hogy kiemelkedő szorgalommal tanulva, egyéni tanrendet kialakítva, nyári kurzusokat is teljesítve mindössze három év alatt elvégezte a képzést. Emellett tanterven kívüli tevékenységekben is részt vett az egyetemen eltöltött három éve alatt. Fő szakiránya, az államtudomány mellett más érdeklődési körébe tartozó kurzusokat is teljesített, olyan területeken, mint a színjátszás, a költészet, a vitatechnika, vagy a nemzetközi kapcsolatok tanulmányozása. Az egyik nyáron Európába utazott tanulmányútra, ahol életében először lett szerelmes: a mindig szorgalmasan tanuló, elhivatott Stanley Milgram korábbi iskolásévei alatt sohasem randevúzott.
Egy professzora tanácsára PhD tanulmányait már a Harvardon kívánta folytatni a társas kapcsolatokat vizsgáló program szociálpszichológia szakirányán, de első jelentkezését visszautasították, mert pszichológiai tárgyai közül nem teljesített néhány kurzust a bachelorképzés ideje alatt. Később mégis felvételt nyert az intézménybe, mert a nyár során bepótolta a hat hiányzó kurzust, így speciális engedéllyel megkezdhette tanulmányait a Harvardon, ahol aztán 1960-ban szerzett doktori címet. A tanszék, amelyen a szociálpszichológia szak helyet kapott vegyesen foglalkozott szociál- és klinikai pszichológiával, szociológiával és antropológiával, így több tudományterületre is rálátást nyert.
Az egyetemen tanárai közé tartozott a pszichológia több területén is kutatásokat végző Gordon Allport is, aki nagy hatással volt pályájára Solomon Aschhez hasonlóan, akinek kísérleteiben részt vett asszisztensként. Érdeklődési területük hasonló volt: Asch az emberi konformitással, tehát a csoportnyomás emberi viselkedésre gyakorolt hatásával kapcsolatban kutatott, míg Milgram fő munkái az engedelmességet vizsgálták. Tanára hatása meglátszott Milgram doktori disszertációján is, amelyben kultúrák közötti különbségeket keresett az emberek konformitásában. Ebben a kutatásban vizsgálta például a norvég és a francia emberek között megjelenő differenciát, eredményei szerint előbbiek sokkal inkább hajlamosak engedelmeskedni a csoportnyomásnak, mint az utóbbiak. Érdekes megjegyezni, hogy kutatása során utólagosan kikérdezte kísérleti személyeit a kísérlettel kapcsolatos véleményükről, beleértve annak etikai vonatkozásait is, annak ellenére, hogy azokban az időkben ez még nem volt szokás a pszichológiai kísérletek során. Ennek ellenére az engedelmességi kísérleteinek etikai vonatkozásaival kapcsolatban sok támadás érte a későbbiekben.
Doktori disszertációjának megírása után 1960 őszén átkerült a Yale Egyetemre, ahol 1963-ig dolgozott. Első kutatásában azt vizsgálta, hogy miként befolyásolják a kábítószerek különböző művészeti alkotások esztétikai megítélését. Érdeklődése egyszerre volt tudományos szempontból és személyes okokból motivált: alkalomszerűen használt marihuánát, kokaint, amfetaminokat, illetve a peyote kaktuszt, melynek pszichoaktív hatása régóta köztudott. Végül az ide kapcsolódó kutatás eredményeinek publikálását nem engedélyezték.
Elkezdte azonban tervezni az engedelmességi kísérleteit, amelyekkel Asch és saját korábbi kutatási eredményeit kívánta részletesebben vizsgálni. Azok a tanulmányok ugyanis olyan tényezőkkel kapcsolatban vizsgálták a konformitást, amelyek nem voltak fontosak az egyén életének szempontjából. Milgram azonban tesztelni kívánta, hogy hogyan befolyásolja az emberek viselkedését, ha azoknak olyan utasításokat ad, amelyek egy másik személyre gyakorolnak hatást. Hosszas tervezés, valamint elővizsgálatok elvégzése után 1961-ben kapott engedélyt és támogatást a kísérletek elvégzésére, melyeknek mind a meglepő eredményei, mind pedig etikai vonatkozásai nagy port kavartak a szakmai körökben.
Az 1961-es esztendő nem csak híres kísérlete miatt maradt emlékezetes Milgram számára, hanem mert szintén ebben az évben találkozott későbbi feleségével, Alexandra Metkinnel, aki szociális munkásként, valamint táncosként dolgozott. Kapcsolatuk kétségkívül harmonikus és boldog volt, egészen Stanley 1984-ben bekövetkezett haláláig kitartottak egymás mellett. Első gyermekük, Michelle Milgram 1964-ben született meg, második gyermekük, Marc Milgram pedig három évvel később. Gyermekeik világra jötte után Alexandra – becenevén Sasha – otthon maradt, hogy vezesse a háztartást és foglalkozzon a kicsikkel.
Annak ellenére, hogy Milgram fáradtságot nem ismerve dolgozott kutatásain, remek családapának bizonyult. Sokat játszott, kirándult, beszélgetett gyermekeivel. Mindemellett Stanley és Sasha aktívan részt vettek a politikai életben is, véleményüket levélben osztották meg számos politikussal, illetve Stanley mindenkori munkahelyének saját lapjába is gyakran írtak cikkeket. A rendszeres politikai aktivitás, illetve a hatalomnak való engedelmeskedés kérdésköre felé tanúsított érdeklődés ellenére Milgram ellenezte az 1960-as és ‘70-es évek diákmozgalmait. Legfőbb problémája a tiltakozásokkal azok destruktív jellege volt, valamint azt is aggályosnak tartotta, hogy a diákok az iskolát mint politikai fórumot használták fel.
1963 nyarán visszakerült korábbi egyetemére, a Harvardra, ahol hároméves szerződést kapott egyetemi adjunktusként. Ennek lejárta után még egy évet maradt tanítani, de ezt követően távozott az intézményből, elsősorban az engedelmességi kísérletei, illetve azok etikai vonatkozásai miatt róla kialakult ellentmondásos kép késztette munkahelyváltásra. A szakmai közeg elutasítása miatt csak néhány egyetem kívánta foglalkoztatni, így 1967-ben a New York-i City Egyetemre került, ahol a szociálpszichológiai programot koordinálta újdonsült professzorként. Az ott töltött évei alatt kutatási témáit a változatosság jellemezte, főként a városi életet tanulmányozta.
Kísérleteiben ekkor kezdett el úgynevezett „cyranoidokat” használni. Ezek olyan kísérleti személyek voltak, akik egy másik emberrel folytatott kommunikációjuk során a Milgram által beépített személyek gondolatait vitatták meg. Egy jellegzetes cyranoid-vizsgálatban a beépített ember közli a kísérleti személlyel (cyranoidnak), hogy mit kell mondania egy mikrofonba. Ezt a paradigmát azért hozta létre, hogy az emberi kommunikáció és a személypercepció alapvető folyamatait tanulmányozza. A cyranoid elnevezés Cyrano de Bergerac francia drámaíró művéből származik, ahol az író egy hősszerelmes szájába adta azokat a szavakat, amiket valójában ő akart elmondani az általa szeretett hölgynek.
Kutatómunkáján túlmenően könyveket is kezdett írni, valamint megjelent egy díjnyertes filmalkotása is (The City and the Self – A város és az Én). 1974-ben adta ki az Obedience to Authority című művét, melyben az emberi engedelmességgel kapcsolatos kísérleteinek eredményeit foglalta össze, valamint magyarázatot is kívánt adni rájuk. New Yorkban töltött évei alatt népszerű tanárrá vált, számos hallgató kérte fel őt témavezetőjének szakdolgozatához, vagy doktori disszertációjának megírásához. A City Egyetemen töltött évek alatt olyan híres pszichológusok kerültek ki tanítványai és asszisztensei közül, mint például Alan C. Elms. Stanley Milgram 1984-ben hunyt el, ötödik szívinfarktusa következtében.

## Munkássága

### Milgram-kísérlet
Milgram érdeklődését az emberi engedelmesség kutatása felé alapvetően két tényező motiválta: egyrészt a tudományos megismerés vágya, másrészt a második világháború borzalmainak megértésére tett kísérlet. A náci Németországban és a vele szövetséges országokban történt holokauszt ugyanis felfoghatatlan borzalmakat jelentett a kor átlag polgárai számára. Milgram a Bar Mizvah ünnepségén tartott beszéde során is ezt a témát választotta, együttérzését kifejezve az egész zsidósággal.
A nevével fémjelzet kísérletet először 1961-62 során végezték a Yale Egyetemen. A kísérletnek három résztvevője volt, a kísérlet vezetője, a toborzott kísérleti személy a „tanár”, és a „tanuló”, aki valójában egy színész volt, de a kísérleti személy számára ugyanolyan toborzott személynek volt beállítva. A kísérleti személy úgy tudta, hogy a kísérlet lényege, hogy ő tanárként a kísérletvezető utasításának megfelelően a tanulótól elválasztva egy szomszédos helyiségben egy szópárokat tartalmazó listát olvas fel, amit a tanulónak el kell ismételnie, miközben valójában az ő engedelmességét vizsgálták. Ha a tanuló hibázott, a tanárnak, vagyis a kísérleti személynek áramütést kellett adnia egy előtte lévő, harminc kapcsolóval rendelkező készülékből. A kapcsolók állítólagosan 15 voltonként erősebb feszültséget adtak, 15-től 450 voltig, és minden újabb hiba esetén eggyel nagyobb feszültséggel kellett büntetni a tanulót. Az emelkedő áramütések „hatására” a tanuló előbb kérte a kísérlet befejezését, majd a végén már könyörgött, hogy hagyják azt abba. A hitelesség kedvéért a kísérlet előtt a tanár és a tanuló is kapott gyenge áramütést, a valóságban azonban a készülék nem adott áramütést, a tanulót játszó színész pedig csupán eljátszotta az áramütés okozta szenvedést. A kísérletvezető biztosította az ettől esetlegesen tétovázó kísérleti személyt, hogy vállal mindennemű felelősséget. A kísérlet során minden résztvevő legalább a 300 voltos feszültségig elment, de 65%-uk a legnagyobb, 450 voltos feszültséggel is hajlandó volt büntetni.
Gina Perry ausztrál pszichológus 2012-ben szintén a Yale Egyetemen újravizsgálta Milgram elhíresült kísérletét, és úgy találta, hogy azt számos ponton félreértelmezték. Perry szerint a kísérleti személyek kétharmada kiszállt a kísérlet során, ráadásul sokan már akkor rájöttek, hogy a kísérlet színjáték. Perry a felfedezéseiről A sokkológép mögött címmel könyvet is írt.

### A kicsi világ kísérlet
1967-ben megalkotta az „elkülönülés hat szintje” koncepciót, mely kimondja, hogy a világon minden ember elérhető bárki által egy olyan ismerősökből álló láncon keresztül, melynek nem több mint öt közbenső tagja (közvetítője) van. Ennek alapját a „kicsi világ” kísérlet adta. Elgondolásának voltak előzményei, melyben magyar vonatkozást is felfedezhetünk. 1929-ben Karinthy Frigyes Láncszemek című novellájában írt hasonló eszmefuttatásról. A koncepció kialakulásához hozzájárult a matematikus Manfred Kochennel és a politológus Ithiel de Sola Poollal folytatott közös munka. Míg a Párizsi Egyetemen dolgozott, e két tudós megalkotta a “Kapcsolatok és befolyások” című matematikai kéziratot, mely hatással volt rá. A kéziratot 20 év után, 1978-ban adták ki, melyben a szociális hálózatok matematikai összefüggéseit taglalták.
Milgram alapvetően ezzel a kísérletével arra a benne felmerülő kérdésre kívánt választ kapni, hogy két véletlenszerűen kiválasztott ember vajon ismeri-e egymást. A vizsgálat elején véletlenszerűen választottak ki egyéneket az Amerikai Egyesült Államok közép és nyugati részéről. Kiindulópontként a Nebraska állambeli Omahát és a Kansas állambeli Wichitát választották. Végpontul a Massachusetts állambéli Bostont jelölték ki. E két területre azért esett a választás, mert mind földrajztudományilag, mind pedig társadalmilag nagy távolságot mutatnak az USA-n belül.
Omahai vagy wichitai egyéneknek véletlenszerűen küldtek úgynevezett információs csomagokat, mely tartalmazott tanulmányokkal kapcsolatos leveleket, alapvető információkat a célszemélyről, aki Bostonban élt, továbbá egy névsort, amelyre ráírhatták saját nevüket, valamint válaszborítékokat, a Harvardnak előre megcímezve. Miután az egyének visszajelezték a kísérletben való részvételi szándékukat, megkérdezték őket, hogy személyesen ismerik-e a személyt, akiről a levél szól. Ha igen, a személyt megkérték, hogy továbbítsa a levelet az adott személynek. A tanulmány feltételezte, hogy a személyes ismeretség az, mikor az egyént keresztnév alapján képes beazonosítani. A legtöbb esetben, mikor az egyén nem ismerte személyesen a célszemélyt, az embereket arra kérték, hogy gondoljanak rokonokra, barátokra, akiket személyesen ismernek, és akik nagy valószínűséggel ismerik a célszemélyt. Ezt követően azt az utasítást kapták, hogy írják fel a nevüket a listára, majd küldjék tovább annak a személynek, akit ismernek. Ezalatt egy levelet továbbítottak a Harvard kutatóihoz is, hogy tudják követni a folyamat előrehaladását. Mikor a csomag végül elérte a célszemélyt Bostonban, a kutatók a lista alapján meg tudták számolni, hogy hányszor vándorolt a küldemény embertől emberig. Abban az esetben, mikor a csomag nem érte el a célállomást, a közben beérkező levelek informálták a kutatókat a töréspontról, ahol megakadt a folyamat.
A kísérlet során előfordult, hogy a csomag egy vagy két emberen keresztül jutott célba, viszont előfordult olyan eset is, hogy kilenc-tíz állomáson keresztül érkezett meg. Jelentős probléma volt, hogy az emberek gyakran nem küldték tovább a levelet. 296 levélből 232 soha nem ért célba. A küldeményt továbbító láncban átlagban 5-7 személy elegendő volt ahhoz, hogy a csomagok Bostonba érjenek. Milgram megjegyezte, hogy otthonában, Sharonban, 160 levelet kézbesítettek ki, melyből 24 ért célba. Ebből 16-ot ugyanaz a „Mr. Jacob” ruhakereskedő küldött tovább.
A kutatók azért alkalmazták a válaszborítékos megoldást, hogy kvalitatívan tudják ellenőrizni a kialakított mesterséges lánc működési módját. Természetesen a földrajzilag közel elhelyezkedő területek között a csomag hamar célba ért. Megfigyelték, hogy az emberek nagyobb arányban a lakóhelyükhöz közel eső egyénnek küldték tovább a levelet. Milgram kísérletét számos kritika érte, mely a mai napig vita tárgyát képezi.

### „Elveszett levél-kísérlet” (lost letter experiment)
Ugyanebben az évben Milgram kidolgozott egy módszert annak tesztelésére, hogy az emberek mennyire segítőkészek olyanokkal szemben, akik nincsenek jelen, ezen keresztül vizsgálva a csoportok felé irányuló attitűdjeiket. Ez a technika „Elveszett levél” kísérletként („Lost letter” experiment) vált ismertté. Ennek során néhány lepecsételt és bélyeggel ellátott levelet helyeztek el nyilvános helyeken. A levelek különböző címre szóltak, különböző személyeknek, népszerű szervezeteknek, mint például az Orvosi Kutató Intézet, valamint olyan „megbélyegzett” egyesületeknek, mint a náci párt hívei. Milgram azt találta, hogy a levelek nagy részét, melyek elismert szervezeteknek, egyéneknek szóltak, kézbesítették a kísérletben részt vevők a címzetteknek, míg azokat, amelyeket valami miatt különösnek ítéltek az alanyok, azokat nem.
Társadalomellenes viselkedés kísérletét (Anti-social Behavior Experiment) 1970-71-ben végezte el. Ennek során korrelációt feltételezett a média (jelen esetben a TV-nézés) és az antiszociális viselkedés között. A kísérlet többek között bemutatta a pénzlopás és jótékonykodás lehetőségét, s azt vizsgálták, hogy a bemutatott választási lehetőségek közötti döntést mennyire befolyásolja egy-egy, a népszerű Medical Center című sorozatból vett speciálisan az adott témához illesztett jelenet.
Milgram hatása a társadalomtudományokban, a matematikában és a színészetben is érezhető, munkássága a kultúra részét képezi. A társas kapcsolatok hálózatának Amerikában feltűnően nagy a szerepe van, az elkülönülés hat szintje koncepció jelen van a köztudatban. Ezt támasztja alá a számos aktívan működő közösségi oldal, mint például a Facebook, MySpace, Bebo, Orkut, XING, Cyworld és a Friendster. Olyannyira működő elméletről van szó, hogy a felhasználók Facebookon már találkozhatnak a „Hat szint” alkalmazással, mely kiszámolja két ember között az ismeretségi fokokat.

## Médiában való megjelenés
1975-ben a CBS készített egy tévéfilmet „A tizedik szint” címmel Milgram engedelmességi kísérletéről. A munkában részt vett William Shatner mint Stephen Hunter, egy „Milgram-szerű” tudós. Milgram maga is konzultált a film készítőivel, Shatner és közte életrajzi hasonlóságok azonban nem fedezhetők fel. Kiderült, hogy Milgram nem volt megelégedve a filmmel, egyáltalán nem örült annak, hogy létrejött, és éppen emiatt nem engedte, hogy neve a stáblistán olvasható legyen. Egy francia politikai thriller, az I... comme Icare kulcsjelenete is tartalmazza az engedelmességi kísérletet. Alan Moore regényében, a V, mint vérbosszúban Dr. Delia Surridge konkrétan említi Milgramet kísérlete kapcsán, összevetve azt a larkhilli koncentrációs táborban történtekkel.
1986-ban a zeneszerző Peter Gabriel írt egy dalt We do what we're told (Milgram's 37) címmel, melyben utal azokra az emberekre, akik engedelmeskedtek a kísérlet során. 2005-ben rekonstruálták az engedelmességi kísérletet, melyet vászonra vittek, egy díjnyertes rövidfilm készült belőle Atrocity címmel. 2008-ban Dar Williams népzenész az engedelmességi kísérletet alapul véve megalkotta Buzzer című művét. Ugyanebben az évben Az esküdt ellenségek: Különleges Ügyosztály című sorozat egyik epizódjában Milgram munkássága példaként merült fel. 2010 márciusában a Francia televízió 2-es csatornáján sugároztak egy műsort Jusqu'où va la télé címmel, melyben a műsorvezető és a stúdió közönsége arra bátorította a versenyzőket, hogy adjanak majdnem halált okozó áramütést a másik félnek, ha az a szóasszociáció során hibázott. 2010-ben az Enfants Perdus nevű luxusmárka létrehozott egy kiállítást Milgram címmel, melyen a designerek munkáit Milgram engedelmességi kísérlete ihlette.
Milgramet az érdekességek emberének tekintették, egyfajta neoreneszánsz figuraként jelent meg. Élete már-már filmbeillő, így kutatókarrierjének csúcsán ő maga is oktatta a filmkészítés technikáját. Élete során hat oktatófilmet készített, melyek elérhetőek az interneten. Az első munkája egy fekete-fehér dokumentumfilm, mely az Engedelmesség címet viseli. A filmet 1962 májusában a Yale Egyetemen forgatták nem sokkal azután, hogy a komoly kísérletsorozatnak a végére járt. A filmekkel Milgram célja az volt, hogy látható bizonyítékkal alá tudja támasztani kutatási eredményeit. 1972 és 1976 között PhD tanítványával, Harry Formmal készítette el további öt filmjét. Harry filmrendező szakon végzett Romániában és Izraelben, így szakmai támaszként volt jelen Milgram mellett. Az első közös filmjük A város és a Self nevet viseli, mely díjat is kapott, s a város emberi viselkedésre gyakorolt hatását dolgozta fel. Ezt további négy, a szociálpszichológia témájában készült film követte:
- Meghívó a szociálpszichológiába
- Konformitás és Függetlenség
- Emberi agresszió
- Non-verbális kommunikáció

## Tanulmányai nyomtatásban (válogatás)
A filmkészítés mellett számos cikket publikált, valamint szép számmal jelentek meg könyvei is, melyek a következők:
- Milgram, S. (1974), Obedience to Authority; An Experimental View, Harpercollins

A könyvet eredetileg 1974-ben adták ki, majd 1983-ban újranyomtatták. A 2004-es kiadás a 30. évforduló alkalmából született meg, melyben olyan szerzők nevei is feltűnnek, mint Jerome S. Bruner, aki Milgram tanára és későbbi kollégája volt a Harvardon. A könyvnek elkészült a brit kiadása is, a Pinter & Martin kiadó jóvoltából. A mű nagyon olvasmányosan ír az engedelmességi kísérletről, az eredményeket világosan magyarázza, feltárja a körülményeket és az esetleges ellentmondásokat. A könyvet 11 nyelvre lefordították, megjelent francia, német, japán, spanyol, portugál, svéd, dán, holland, olasz, szerb, horvát és indonéz nyelven.
- Stanley Milgram (1992) (edited by John Sabini and Maury Silver). The Individual in a Social World: Essays and Experiments. Second Edition. New York: McGraw-Hill.

Ez a mű gyűjteményes kötet, mivel tartalmazza Milgram azon írásait, melyek magazinokban, újságokban jelentek meg.
Az alábbiak olyan cikkek, melyek mindenféle szakzsargontól mentesek, olvasmányosak mégis tudományosan fogalmazzák meg az engedelmességi kísérlet első eredményeit:
- Stanley Milgram (1963). Behavioral study of obedience. Journal of Abnormal and Social Psychology, Vol. 67, pp. 371–378.

Milgram kísérleteinek egyfajta áttekintése és elemzése (nem csak az engedelmességi kísérletre vonatkoztatva), továbbá tekinthető Milgram legátfogóbb bibliográfiájának, mely az alábbi fejezetben olvasható:
- Thomas Blass (1992). The social psychology of Stanley Milgram. In M.P. Zanna (Ed.), Advances in Experimental Social Psychology, Vol. 25. San Diego: Academic Press, pp. 277–328.

Mindkettő megtalálható a legtöbb egyetemi könyvtárban. Habár Milgram 1961-62-ben végezte engedelmességi kísérletét, további kutatásokat, analíziseket inspirál a mai napig. Az alábbi könyvben olvasható egy fejezet Milgram özvegyétől, Alexandra Milgramtől, három fejezet pedig tanítványai tollából került ki. A műben a híres Stanfordi börtönkísérlet vezetőjének, Philip Zimbardonak és kollégáinak fejezete is feltűnik.
- Blass, T. (Ed.) (2000). Obedience to authority: Current perspectives on the Milgram paradigm. Published by Lawrence Erlbaum Associates